# Кня
Кня (тат. Кенә) — река в России, протекает по Кукморскому району Республики Татарстан. Устье реки находится в 20 км по правому берегу реки Ошторма. Длина реки составляет 13 км.
Исток реки находится в восточной части Сабинского леса рядом с истоком Мёши, здесь проходит водораздел Мёши и Вятки. Река течёт на северо-восток, протекает деревни Кня-Баш, Починок Кучук и Старая Кня. Впадает в Ошторму у деревни Камышлы.

## Данные водного реестра
По данным государственного водного реестра России относится к Камскому бассейновому округу, водохозяйственный участок реки — Вятка от водомерного поста посёлка городского типа Аркуль до города Вятские Поляны, речной подбассейн реки — Вятка. Речной бассейн реки — Кама.
Код объекта в государственном водном реестре — 10010300512111100040395.